# ماکانیو
ماکانیو (به ایتالیایی: Maccagno) یک منطقهٔ مسکونی در ایتالیا است که در Maccagno con Pino e Veddasca واقع شده‌است. ماکانیو ۱۷٫۰ کیلومتر مربع مساحت و ۲٬۰۲۸ نفر جمعیت دارد و ۲۱۰ متر بالاتر از سطح دریا واقع شده‌است.